# Erifyle

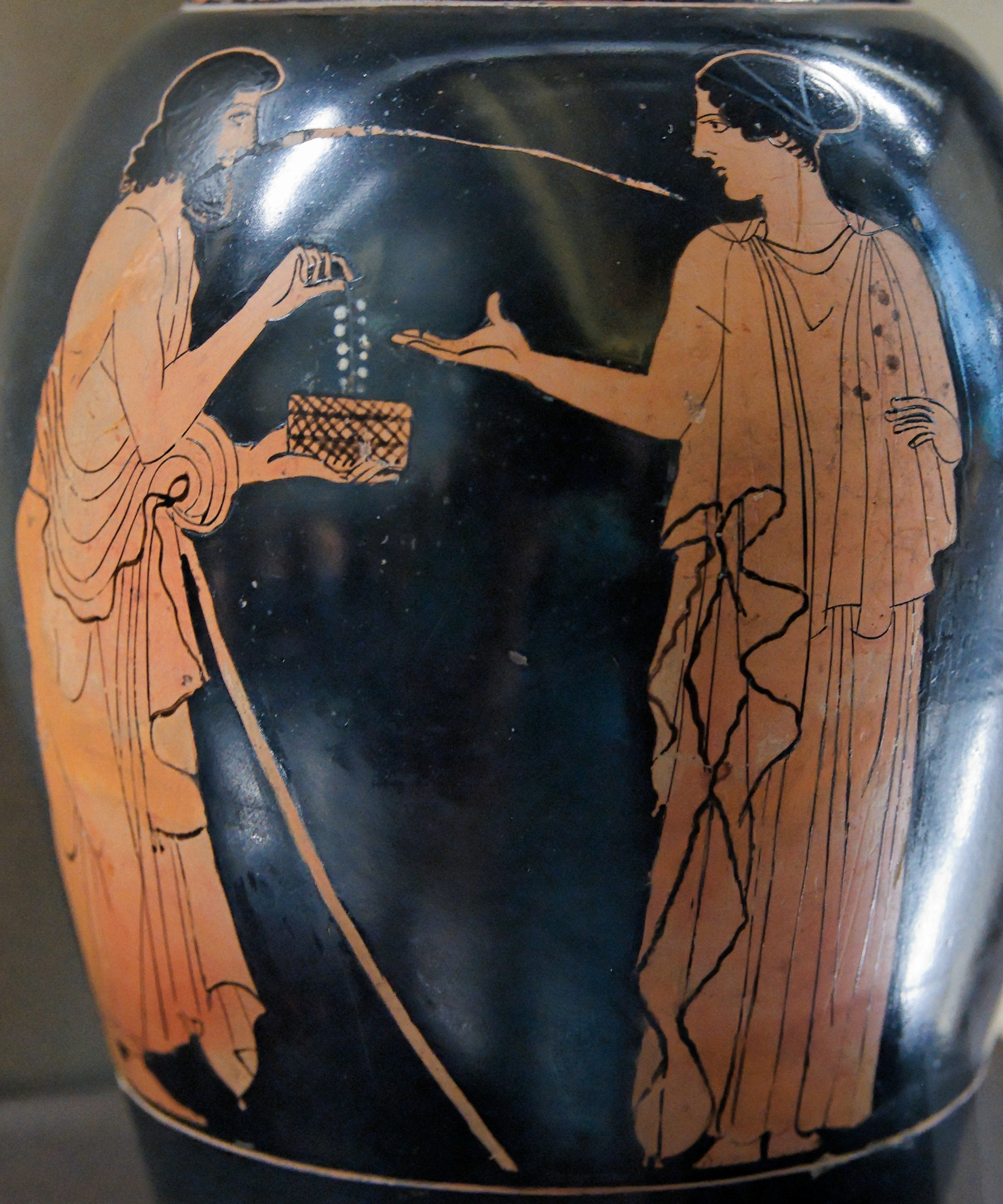
Polyneikes erbjuder Erifyle gudinnan Harmonias halsband, ca 450 f Kr, Louvren.

Erifyle var inom grekisk mytologi dotter till Talaus och Lysimache och syster till Adrastos. Hon var gift med kung Amfiaraos i Argos.
Polyneikes mutade Erifyle genom att ge henne Harmonias guldhalsband i utbyte mot att hon övertalade sin man att delta i "de sju hjältarnas" fälttåg mot Thebe. På så sätt blev hon orsak till hans död. Sonen Alkmaion tog senare hämnd på Erifyle genom att mörda henne.